# 库埃姆
库埃姆（法語：Couesmes，法語發音：[kwɛm]）是法国安德尔-卢瓦尔省的一个市镇，位于该省西北部，属于图尔区。

## 地理
库埃姆（47°33'50"N, 0°20'30"E）面积21.26 平方千米，位于法国中央-卢瓦尔河谷大区安德尔-卢瓦尔省，该省份为法国中西部省份，北起萨尔特省、东北接卢瓦-谢尔省，东南接安德尔省，南至维埃纳省，西临曼恩-卢瓦尔省。
与库埃姆接壤的市镇（或旧市镇、城区）包括：布雷什、拉瓦利耶尔堡、苏维涅、维利耶欧布安、舍尼。

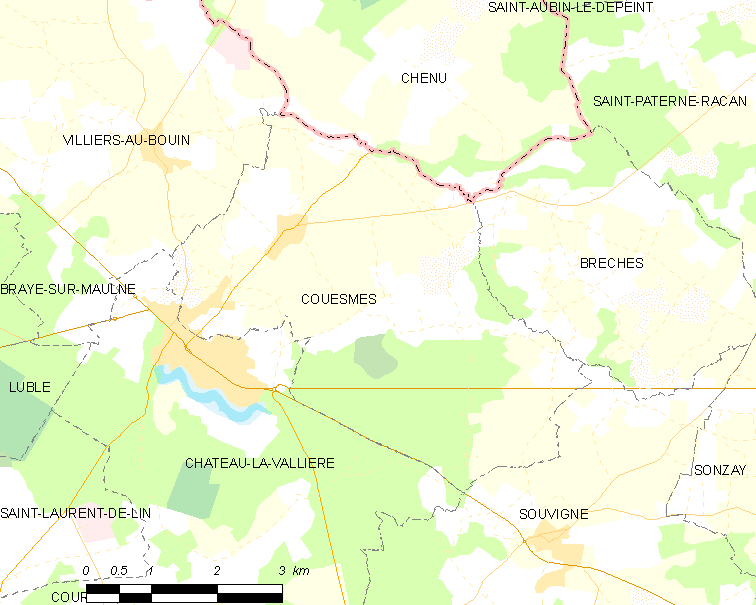
库埃姆的OSM定位图

库埃姆的时区为UTC+01:00、UTC+02:00（夏令时）。

## 行政
库埃姆的邮政编码为37330，INSEE市镇编码为37084。

## 政治
库埃姆所属的省级选区为朗热县。

## 人口

1962-2008年间库埃姆人口变化图示

库埃姆于2022年1月1日时的人口数量为556人。